# Gare de Belaskoenea
La gare de Belaskoenea est une gare ferroviaire espagnole de la ligne métrique Saint-Sébastien - Hendaye. Elle est située dans le centre de la commune d'Irun, dans la province de Guipuscoa et la communauté autonome du pays basque. 
C'est une gare appartenant à l'entreprise publique Euskal Trenbide Sarea - Red Ferroviaria Vasca, dépendant du gouvernement basque. Surnommée « El Topo (la taupe) », elle est exploitée par l'opérateur Euskotren Trena.

## Situation ferroviaire
La gare de Belaskoenea est située sur la ligne à écartement métrique de Saint-Sébastien à Hendaye entre les gares d'Irun Colon (en direction d'Hendaye) et de Bentak (en direction de Saint-Sébastien).
C'est une halte dotée d'une seule voie bordée par un quai.

## Histoire
Cette gare n'existait pas lors de la mise en service de la ligne en 1912. Elle a été adjointe en 1992.
La gare a été rénovée en fin d'année 2021 en raison du mauvais état du quai et de son abri.

## Service des voyageurs

### Accueil
Gare Euskotren, elle dispose de distributeurs automatiques de titres de transport Euskotren. Elle est accessible aux personnes à mobilité réduite.

### Desserte
La gare de Belaskoenea-Irun est desservie tous les quarts d'heure par les trains de la ligne E2 du métro de Saint-Sébastien. Un train sur deux est prolongé d'Irun Colon à Hendaye.

### Intermodalité
La gare de Belaskoenea-Irun n'est en correspondance avec aucune autre ligne de transports en commun.